# Джон Доддс (футболіст)
Джон Макдональд Доддс (англ. John McDonald Dodds; 10 січня 1907, Глазго — 1982, Ньютон-Мірнс) — шотландський футболіст, що грав на позиції нападника. Відомий за виступами у складі клубу «Квінз Парк» та у складі олімпійської збірної Великої Британії на літніх Олімпійських іграх 1936 року.

## Футбольна кар'єра
Джон Доддс народився у 1907 році у Глазго. З 1928 року грав у команді Шотландської футбольної ліги «Квінз Парк», зіграв у найвищій шотландській лізі 191 матч, у якому відзначився 120 забитими м'ячами. У 1936 році грав у складі олімпійської збірна Великої Британії на літніх Олімпійських іграх 1936 року в Берліні. У 1937 році закінчив виступи на футбольних полях. Помер Джон Доддс у 1982 році в Ньютон-Мірнс.